# Walter Womacka
Walter Womacka (Horní Jiřetín, 22 dicembre 1925 – Berlino, 18 settembre 2010) è stato un pittore tedesco, esponente del Realismo socialista  al tempo della Repubblica democratica tedesca.

## Biografia
Womacka è nato a Obergeorgenthal oggi Horní Jiřetín nella Repubblica Ceca. Ha vissuto per la maggior parte della sua vita a Berlino Est. Per vent'anni dal 1968 fino al 1988 Womacka diresse la scuola di Belle Arti di Berlino e tra i suoi allievi ebbe Georg Baselitz.
Dal 1959 al 1988 fu presidente dell'Associazione degli artisti della Ddr. . Nella ricostruzione post-bellica di Berlino, ha disegnato molte Opere pubbliche che mostrano l'ideale socialista della gente comune . Negli anni sessanta il capofila degli artisti chiamati a ridisegnare il progetto complessivo di Alexanderplatz.

Decorò con un grande murale, opera intitolato Unser Leben (La nostra vita), che rappresenta scene ideali di vita sociale nella Germania
comunista, la Haus des Lehrers dell'architetto Hermann Henselmann costruita nel 1962-64. Con un'altezza di 7 metri e unalunghezza di 125 è una delle più grandi opere d'arte d'Europa.

L'opera più famosa di Walter Womacka è considerata la tela ad olio Am Strand (In spiaggia) del 1968, della quale il regime comunista autorizzò la riproduzione di 3 milioni di copie, per decorare le case degli operai e degli impiegati.

Il dipinto divenne il soggetto di un francobollo della Ddr tirato in 12 milioni di esemplari.

Sotto la guida di Womacka fu realizzata nel 1970 la "Fontana dell'amicizia fra i popoli", al centro dell'area pedonale di Alexanderplatz. La base
è decorata con ceramiche smaltate. La parte superiore è invece costituita da 17 strutture a forma d'ombrello, dalle quali scende l'acqua.

Strenuo difensore dell'ideologia sottesa alla scissione della Germania in due paesi distinti e separati, nella sua autobiografia, pubblicata nel 2004, Womacka ha difeso l'“arte di Stato” e anche la costruzione del Muro di Berlino.

Womacka è morto il 18 settembre 2010, dopo una lunga malattia, in un ospedale di Berlino all'età di 84 anni.